# Esguard
|  | Aquest article tracta sobre la revista. Si cerqueu l'organització feminista, vegeu «L'Esguard». |

Esguard és una revista digital generalista per a tauletes tàctils i telèfons intel·ligents, llançada l'11 de setembre de 2012. Representa la primera revista en català nadiua per a dispositius electrònics, tant d'Apple com d'Android. De publicació setmanal, la revista Esguard està editada per Germà Capdevila i compta amb la col·laboració dels columnistes Gemma Aguilera, Najat El Hachmi, Joan-Lluís Lluís, Saül Gordillo, Salvador Macip, Pau Canaleta, Pere Mas, Vicent Partal, Rita Marzoa, Joan Ramon Resina, Quim Torra, Rosa Calafat i Francesc-Marc Álvaro. Toni Aira, Txe Arana, Màrius Serra i Matthew Tree es combinen a cada número per fer l'entrevista central. Amb més de 10.000 subscriptors, el 2013 els editors van llançar Sentits, una altra publicació per a tauletes tàctils dedicada al món de la gastronomia i els vins. El 26 de març de 2013 va ser distingida per l'Associació de Publicacions Periòdiques en Català com a la millor nova revista de l'any. El 2014 havia rebut 15.000 descàrregues setmanals i més d'un milió de descàrregues acumulades des del primer número.